# Opération Shed Light
Guerre du Viêt Nam
Batailles
L'opération Shed Light est une opération  des forces armées américaines lors de la guerre du Viêt Nam qui s'étale du 7 février 1966 à mai 1972. Dans le but de restreindre plus efficacement les mouvements de troupes et de matériels sur la Piste Hô Chi Minh, elle cherche à améliorer les techniques et les tactiques d'interdiction aériennes.
Depuis la fin de la Seconde Guerre mondiale, l'United States Air Force a essentiellement axé ses efforts sur les armes nucléaires et leur transport contre des cibles stratégiques statiques, minorant ses recherches dans l'extension de ses capacités tactiques. L'opération Shed Light (mettre en lumière) cherche à remédier à cette problématique en développant de nouvelles tactiques et techniques. 
Ce programme s'est concentré sur le développement de systèmes de communication et d'aide à la navigation par tout temps et le vol de nuit, ainsi que sur les équipements de détection pour voir à travers les nuages, le feuillage, et l'obscurité, le marquage de cible et l'éclairage du champ de bataille. Le programme porte enfin sur l’amélioration des aéronefs et des tactiques qui doivent intégrer ces recherches.
Finalement, ce programme donne peu de résultats applicables et la plupart des avions développés sous son égide sont largement tombés dans l'oubli. Les développements applicables sont essentiellement effectués dans la navigation, la communication et l'équipement de détection.